# Lies and Truth
Lies and Truth è un brano musicale del gruppo musicale giapponese de L'Arc~en~Ciel, pubblicato come terzo singolo estratto dall'album True, il 21 novembre 1996. Il singolo ha raggiunto la sesta posizione della classifica Oricon dei singoli più venduti in Giappone, rimanendo in classifica per venti settimane e vendendo 299 809 copie. Il singolo è stato ripubblicato il 30 agosto 2006.

## Tracce
CD Singolo KSD2-1026
1. Lies and Truth
2. Sai wa Nagerareta (賽は投げられた)
3. Lies and Truth (hydeless version)

Durata totale: 15:04

## Classifiche
| Classifica (1996) | Posizione più alta |
| ----------------- | ------------------ |
| Giappone (Oricon) | 6                  |